# 金田中

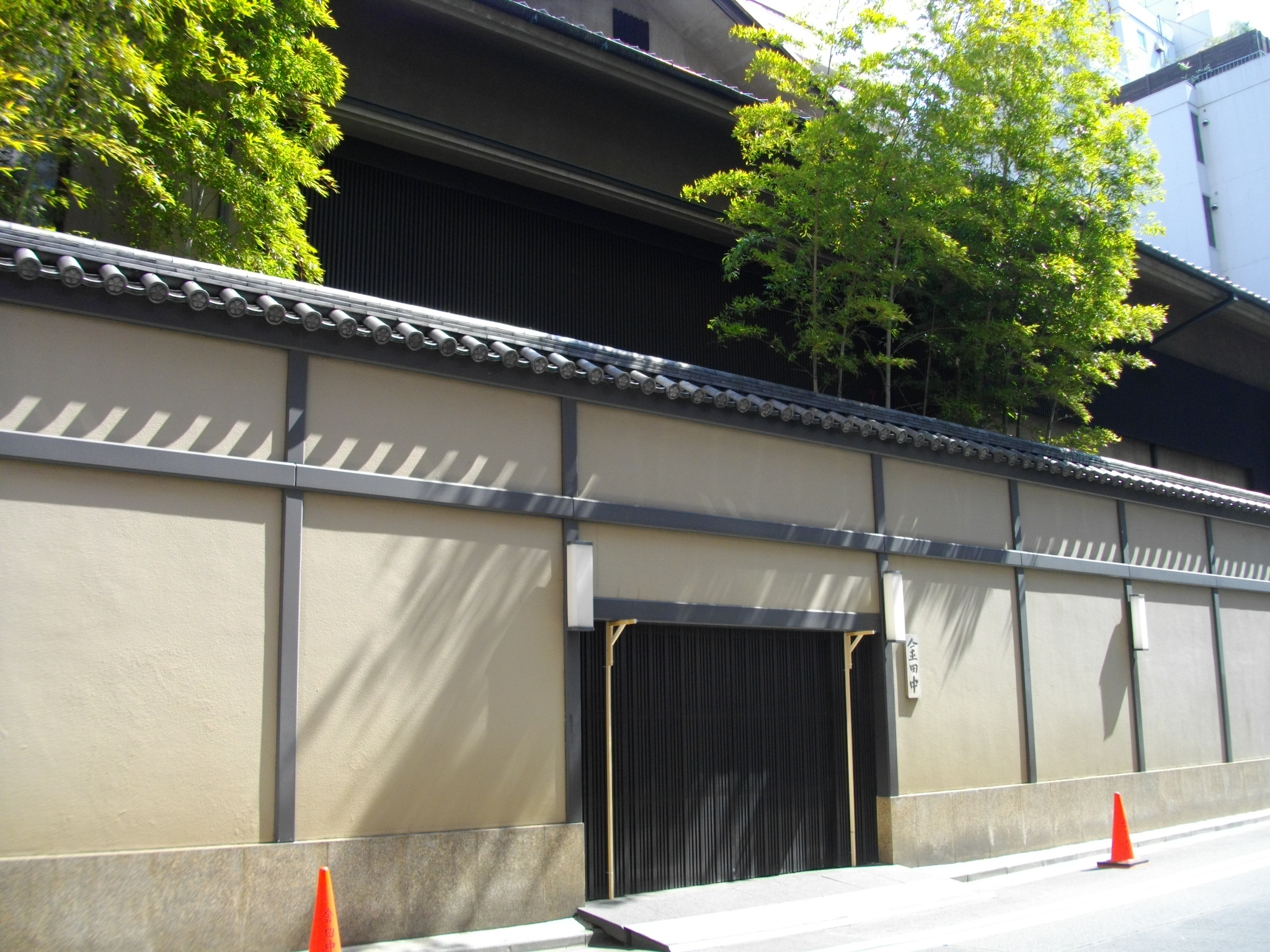
金田中

金田中（日语：／ Kanetanaka */?），是一座位于日本东京都中央区的料亭，與新喜樂、吉兆並稱日本三大料亭。

## 历史
大正时期成立于新桥的花街，1994年11月成立株式会社银座金田中。现在位于東京都中央区銀座7-6-16，现任社长是冈副真吾。

## 门店
- 「新ばし金田中」（東京都中央区銀座七丁目18番17号）
- 「金田中 庵」（東京都中央区銀座七丁目6番16号）
- 「数寄屋 金田中」（蓝塔东急酒店東急ホテル地下2階）
- 「金田中 草」（蓝塔东急酒店東急ホテル2階）